# Otto Puchstein

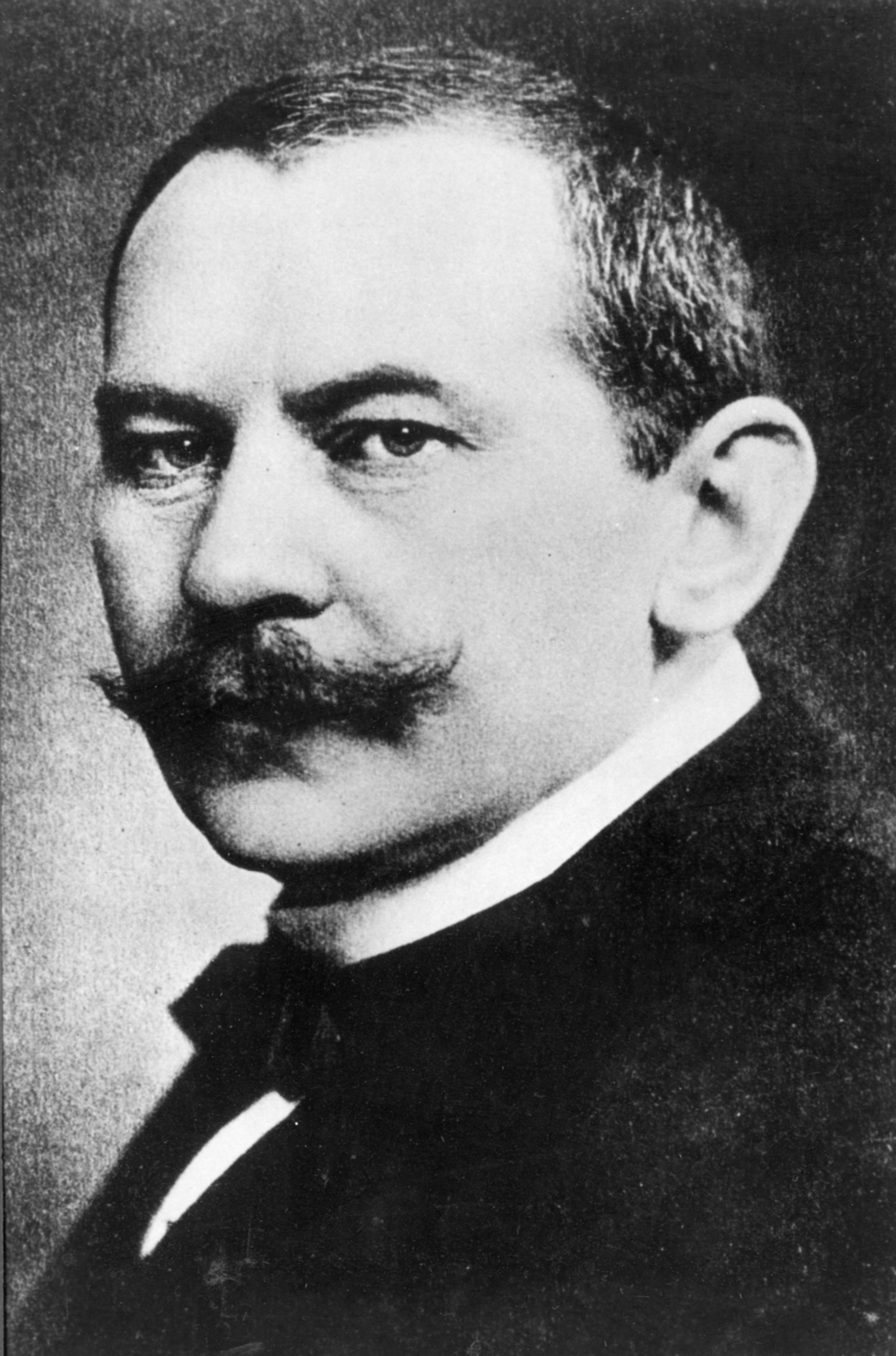
Otto Puchstein

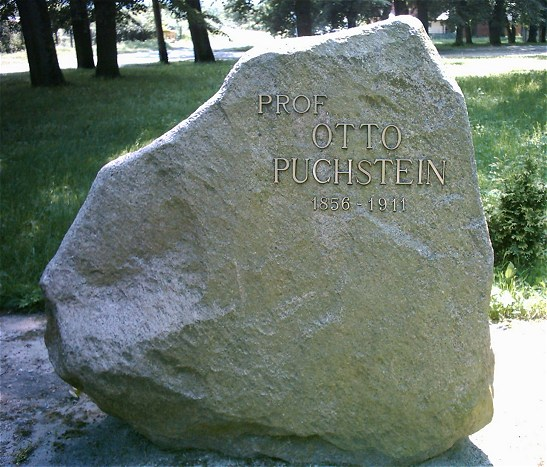
Puchstein-Gedenkstein in Łobez

Otto Puchstein (* 6. Juli 1856 in Labes; † 9. März 1911 in Berlin) war ein deutscher Klassischer Archäologe. Sein Hauptforschungsgebiet war die antike Architektur, er betrieb Ausgrabungen und Bauforschung.

## Leben
Otto Puchstein wurde in Labes in Pommern als Sohn eines Bäckermeisters geboren. Er legte 1875 in Dramburg das Abitur ab und studierte dann von 1875 bis 1879 an der Universität Straßburg Klassische Archäologie, Klassische Philologie und Vorderorientalische Altertumskunde und wurde dort 1880 bei Adolf Michaelis promoviert. 1879 wurde er zunächst wissenschaftlicher Hilfsarbeiter an den Berliner Museen, 1881 bis 1883 erhielt er das Reisestipendium des Deutschen Archäologischen Instituts. 1883 wurde er Direktorialassistent an den Berliner Museen, an der Berliner Universität wurde er auch 1889 habilitiert. 1896 wurde er Professor für Klassische Archäologie in Freiburg i. Br. und war danach von 1905 bis 1911 Generalsekretär des Deutschen Archäologischen Instituts in Berlin.
Puchstein arbeitete am Nemrut Dağ (1882/83), untersuchte zusammen mit Robert Koldewey die Tempel in den griechischen Koloniestädten Unteritaliens und Siziliens (1892–94), forschte in Baalbek (1902–05), Palmyra und in Hattuscha (1907). Er war Mitbegründer des Pergamonmuseums in Berlin und konzipierte den Wiederaufbau des Pergamonaltars.
Puchstein trug zur Entzifferung der Keilschrift der Hethiter bei, indem er biblische Namen auf den Tontafeln in indogermanischer Sprache entdeckte und mit bekannten alttestamentlichen Texten verglich.
Puchstein wurde in seiner Heimatstadt Labes begraben. Nach 1945, als Labes zu Polen kam, wurde das Familien-Mausoleum zerstört. 1993 wurde in der Stadt (inzwischen polnisch Łobez) vor dem Friedhof ein Gedenkstein für Otto Puchstein errichtet.

## Schriften (Auswahl)
- Epigrammata Graeca in Aegypto reperta. Truebner, Strassburg, 1880 (= Dissertation).
- mit Carl Humann: Reisen in Kleinasien und Nordsyrien. Reimer, Berlin 1890 (online).
- mit Robert Koldewey: Die griechischen Tempel in Unteritalien und Sicilien. 1. Band Text, 2. Band Tafeln. Asher, Berlin 1899.
- Beschreibung der Skulpturen aus Pergamon, 1 Gigantomachie. 2. Auflage. Reimer, Berlin 1902.
- Führer durch die Ruinen von Baalbek. Reimer, Berlin 1905.